# Йордан, Ханс
Ханс Йордан (нем. Hans Jordan; 27 декабря 1892, Гернсбах — 20 апреля 1975, Мюнхен) — немецкий офицер, участник Первой и Второй мировых войн, генерал пехоты, кавалер Рыцарского креста с Дубовыми листьями и Мечами.

## Начало военной карьеры
Поступил на военную службу в марте 1912 года, фенрихом (кандидат в офицеры). С июня 1913 года — лейтенант, в пехотном полку.

## Первая мировая война
На фронте с первых дней войны, тяжело ранен 26 августа 1914 года, в госпитале до января 1915 года. С марта 1915 до марта 1916 года — командир пулемётного взвода, вновь ранен. С апреля 1916 года — командир пулемётной роты. С августа 1916 года — старший лейтенант. За время войны награждён Железными крестами обеих степеней и ещё тремя орденами.

## Между мировыми войнами
В январе-марте 1919 года воевал в добровольческом корпусе «Химбург» (Freikorps Himburg) на восточной границе Германии против поляков.
С декабря 1919 года на службе в рейхсвере. С августа 1938 года — полковник.

## Вторая мировая война
Участвовал в Польской и Французской кампаниях, командиром пехотного полка. В июне 1940 года награждён Рыцарским крестом (№ 57).
С 22 июня 1941 года полковник Йордан участвовал в Великой Отечественной войне на стороне Третьего рейха. С 13 декабря 1941 года — командир 7-й пехотной дивизии (на подступах к Москве). В январе 1942 года Йордан награждён Дубовыми листьями (№ 59) к Рыцарскому кресту, произведён в звание генерал-майора.
С ноября 1942 года — командующий 6-м армейским корпусом (в районе Ржева), произведён в звание генерал-лейтенант, с января 1943 года — в звании генерал пехоты. В декабре 1943 года за бои в районе Ржева и Витебска награждён Золотым немецким крестом, в апреле 1944 года — Мечами (№ 64) к Рыцарскому кресту с Дубовыми листьями.
С мая 1944 года — командующий 9-й армией. В конце июня 1944 года 9-я армия была разгромлена в районе Бобруйска в ходе советской операции «Багратион». Генерал пехоты Йордан зачислен в командный резерв.
В августе 1944 года — направлен в Северную Италию, руководить созданием оборонительной линии в предгорьях Альп. С марта 1945 года — командующий армией «Тироль».
После капитуляции Германии 8 мая 1945 года — в плену (отпущен из плена в 1947 году).

## Награды
- Железный крест, 1-го и 2-го класса
- Знак за ранение чёрный
- Немецкий крест в золоте (23 декабря 1943)
- Рыцарский крест железного креста с Дубовыми Листьями и Мечами
  - Рыцарский крест (5 июня 1940)
  - Дубовые листья (№ 59) (16 января 1942)
  - Мечи (№ 64) (20 апреля 1944)